# A6高速公路 (保加利亞)

保加利亞高速公路網絡

A6高速公路，又稱歐洲高速公路，是保加利亞一條高速公路。公路連接首都索非亞和佩爾尼克，全長19公里。
2011年5月15日落成通車，日後將通過斯特魯馬高速公路通往希臘邊境。公路的名字來自索非亞西部的柳林山。分别是欧洲E79和E80公路的一部分。